# Adiantum aleuticum
Adiantum aleuticum là một loài thực vật có mạch trong họ Adiantaceae. Loài này được (Rupr.) C.A. Paris miêu tả khoa học đầu tiên năm 1991.

## Hình ảnh

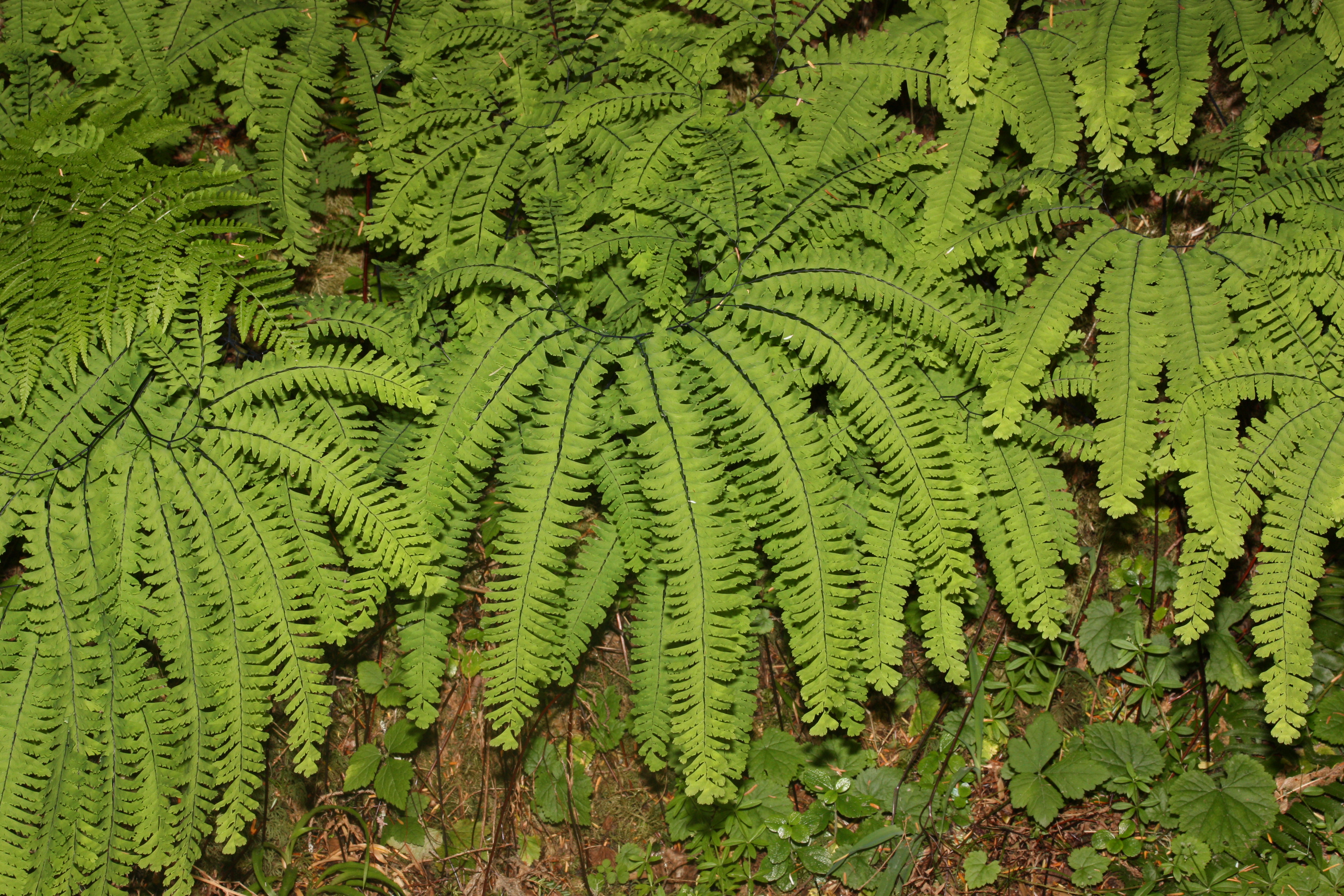
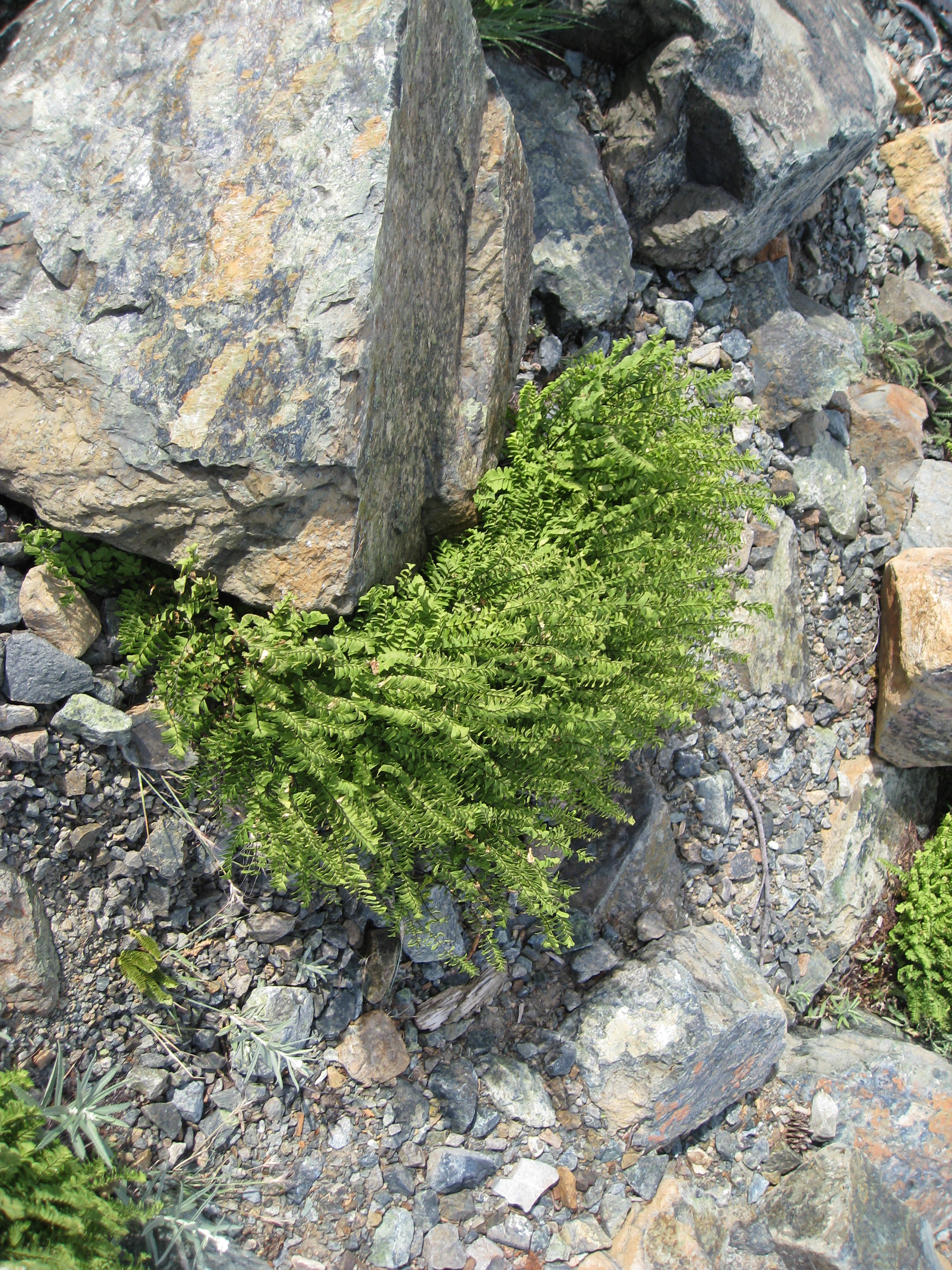
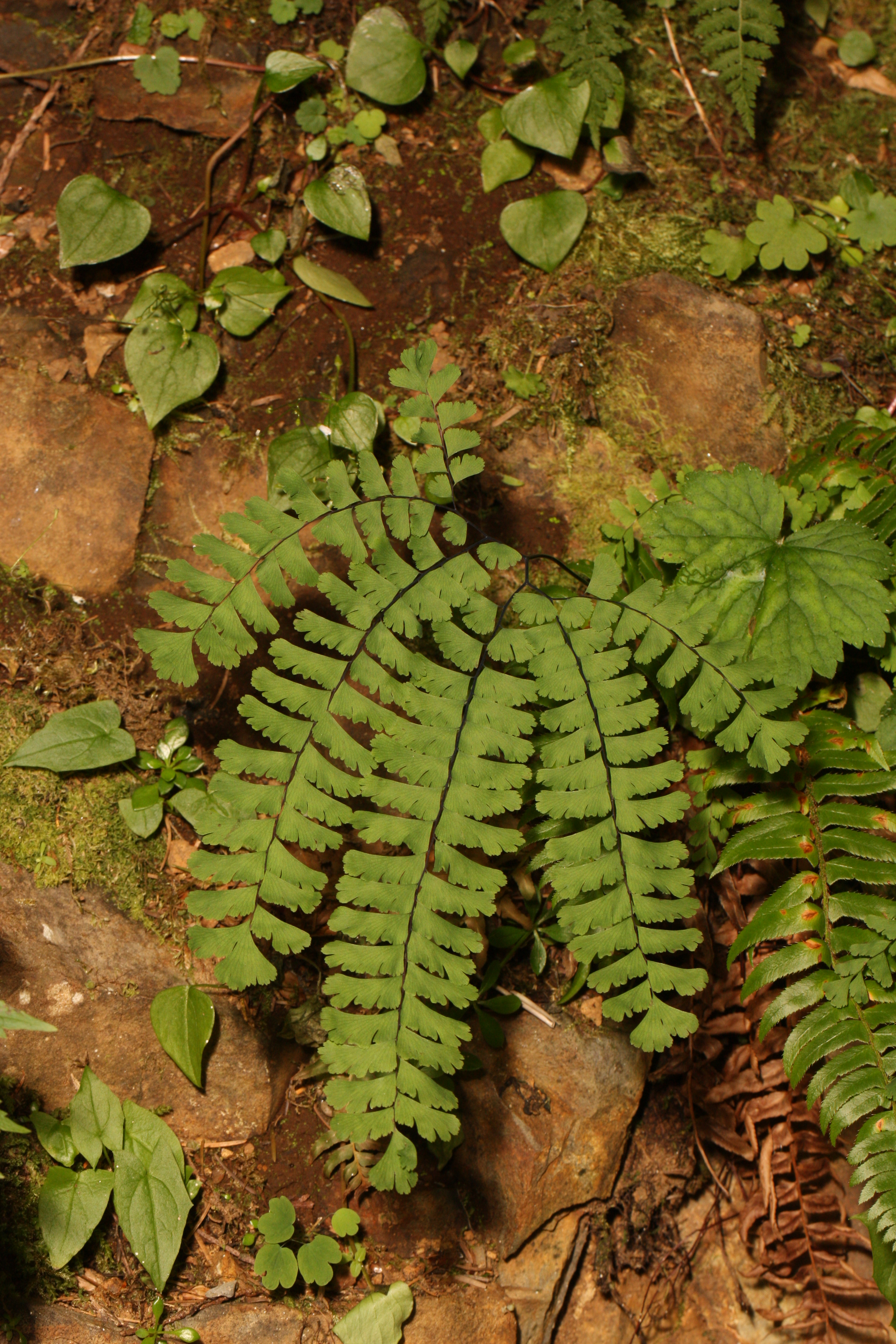
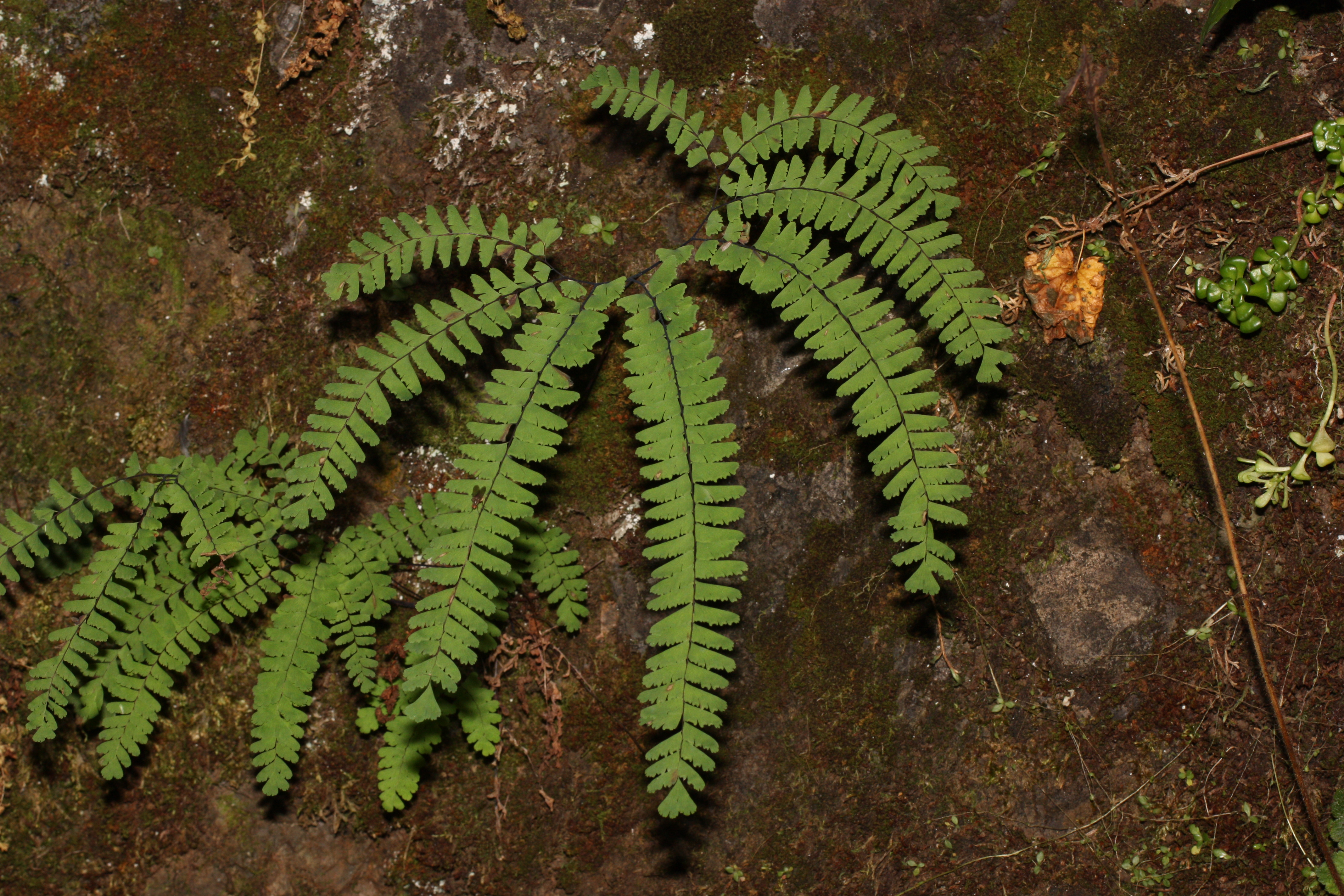